# Moritz Freise
Moritz Freise (* 5. Juli 1974 in Heidelberg) ist ein deutscher Filmmusikkomponist.
Freise trat bereits in seiner Jugend als Sänger auf und wurde auch für verschiedene Plattenaufnahmen angeheuert. Seit 1997 komponiert er für verschiedene Film- und Fernseh- und Theaterprojekte, unter anderem für Pünktchen und Anton, Emil und die Detektive, Das Fliegende Klassenzimmer und Tatort.
Freise ist Gastmusiker des Mittelalterensembles Elster Silberflug, dem auch seine Eltern angehören. Dort tritt er unter dem Pseudonym Moritz vom See auf.
Er arrangierte unter anderem eine Musik-CD für Kinder (Mausinis klingendes ABC). Er produzierte für Jens Eloas Lachenmayr den Song It was a dream. auf dem Album "Die Neuen Barden (2001). Zusammen mit Jens Eloas Lachenmayr/Die Neuen Barden produzierte er das gesamte Album "Söhne & Töchter der Erde (2007) und das Album "Die Blaue Blume" – Eloas Mín Barden & Moritz Freise (2016).

## Filmografie
- 2001: Emil und die Detektive
- 2002: Tatort – Schlaraffenland
- 2002: Bibi Blocksberg
- 2003: Das fliegende Klassenzimmer
- 2006: Beutolomäus und der geheime Weihnachtswunsch
- 2007: Frühstück mit einer Unbekannten
- 2010: Liebe und andere Delikatessen
- 2010–2022: Tiere bis unters Dach (Fernsehserie, 116 Folgen)
- 2011: Tom Sawyer
- 2012: Der Heiratsschwindler und seine Frau
- 2013: Schneewittchen muss sterben
- 2013: Bella Dilemma – Drei sind einer zu viel
- 2013: Ein Schnitzel für alle
- 2014: Wir tun es für Geld
- 2015, 2019: Mordshunger – Verbrechen und andere Delikatessen (Fernsehserie, 2 Folgen)
- 2018: Ein Sommer in Vietnam
- 2019: Hüftkreisen mit Nancy